# Мехіко
Ме́хіко (ісп. Ciudad de México, México D.F., México, або просто DF (розмовний варіант), науатль Āltepētl Mēxihco) — столиця та найбільше місто Мексики, центр федерального округу Дістрито-Федераль.

## Загальна характеристика
Це одне з найбільших міст світу та класифікується як міська агломерація, тому що це одне велике місто, що повільно поглинає інші, менші міста. Воно розташоване у долині Мехіко (Valle de México), великій долині на високому плато (altiplano) у центрі Мексики, приблизно 2240 метрів над рівнем моря, оточене майже з усіх сторін вулканами, які піднімаються на 4000 — 5500 метрів над рівнем моря.
Мехіко, як муніципалітет, було засноване у 1521 Кортесом (Cortés) у середині осушеного зараз озера Тескоко на руїнах Теночтітлану, столиці Ацтекської імперії, та меншого міста Тлателолко. Муніципалітет було розформовано у 1928 і ім'я «Мехіко» зараз вживається в двох географічних назвах — столиці Мексики та назві великого населеного району (також існує штат Мехіко, Estado de Mexico, але в його назві має вживатися слово «штат»).
В історичному центрі міста співіснують будівлі, зведені ще за часів доіспанської епохи, як Великий храм (el Templo Mayor) і сучасні, як Аламеда (corredor Alameda), також за часів колоніальної епохи: Національний палац (el Palacio Nacional), Палац Ітурбіде (el Palacio de Iturbide), Собор Метрополітана (la Catedral Metropolitana), Мінерський палац (el Palacio de Minería) тощо.

## Історія

### Доколумбівські часи

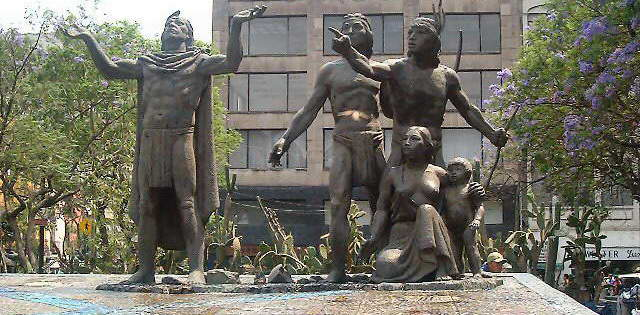
Пам'ятник засновникам міста Теночтитлан

Стародавнє ацтекське місто було засноване 18 березня 1325 як Теночтітлан, і тоді ж стало центром Імперії, яка у той час набирала силу. Те, що ацтекське місто було розташоване на острівці посередині озера Тескоко (або Техкоко), змусило ацтеків побудувати штучні острови і створити систему каналів, щоб дозволити зростання столиці. Фактично озеро було солоним, але греблі, побудовані ацтеками, утримували місто оточеним прісною водою з річок, які вливалися в озеро. Два подвійних акведука постачали до міста питну воду, вода з озера використовувалася переважно для поливу рослин та побутових потреб. Вирощування рослин на плотах на поверхні озера було одним з основних джерел постачання їжі у місті.

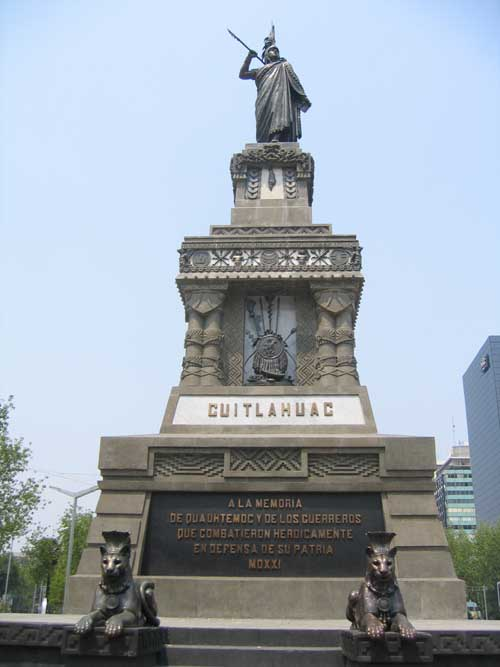
Пам'ятник Куаутемоку та захисникам міста від іспанського вторгнення в центрі Мехіко

Після сторіч доколумбівської цивілізації, іспанський завойовник Ернан Кортес вперше прибув до міста в 1519. Щиро прийнятий ацтеками, Кортес спробував захопити владу, коли його офіцери вбили імператора та багатьох представників ацтекської знаті під час званої вечері в імператорському палаці. Кортесу та кільком іспанцям вдалося врятуватися втечею. Пізніше Кортес повернувся на чолі величезної армії іспанців та тлашкаянців, представників народу, який, на той час, перебував у стані війни з ацтеками. Після 79-денної облоги ацтеки, знесилені нестачею їжі та хворобами, що їх іспанці принесли з Європи та які вбили більше половини населення міста, зазнали поразки. Іспанці захопили місто 13 серпня 1521 і знищили більшу його частину. Захисник міста та останній імператор ацтеків Куаутемок зараз вважається національним героєм Мексики.

### Колоніальний період

Мехіко 1628

У 1525 відновлене місто стало столицею, політичним і культурним центром віце-королівства Нова Іспанія. Важливість міста була такою, що Генерал-капітанства Гватемала, Куба, Флорида і Філіппіни управлялися із нього. Колоніальний період досяг апогею з будівництвом химерного Столичного Собору і базиліки Гваделупи.
Війна за незалежність, яка почалася в 1810, коли місцева знать не прийняла призначеного Наполеоном віце-короля і намагалося зберегти вірність принципам старої Іспанії, як і проголошення незалежності країни в 1821, були не в змозі зменшити вплив міста. Місто стало столицею першого правителя Мексиканської Імперії, Августина Ітурбіда, і потім республіки, яка замінила імперію в 1823.

### Часи Республіки
У 1824 році колишня столиця Ацтеків та в колоніальну еру столиця Нової Іспанії була оголошена Мексиканським Федеральним Округом відповідно до нової Конституції. Столицею штату Мехіко спочатку було визначене місто Текскоко, а згодом Толука. 
8 серпня 1847 року, під час американо-мексиканської війни, у битві під Чурубуско, іноземні найманці, які називали себе батальйоном Св. Патріка, відбили атаку американців. Після отриманої перемоги над батальйоном Святого Патріка, 8-15 вересня 1847 року 1-4 дивізії армії США у  битвах за Моліно-дель-Рей та Чапультепек, на чолі з генералом Вінфілдом Скоттом, розбили мексиканські війська і американцям вдалося захопити Мехіко та Веракрус. 13 вересня під час цих наступів 4 дивізія під керівництвом Джона А. Кітмана штурмувала палац Чапультепек у центрі міста. Під час битви за Чапультепек, коли стало зрозуміло, що американські війська перемагають, командувач мексиканськими військами Ніколас Браво наказав залишити фортецю та відступити. Попри це, шестеро молодих курсантів у віці від 13 до 19 років відмовилися залишити свої місця і вирішили дати останній бій американським силам. Усі курсанти героїчно полегли під час битви. За свідченням американських військових один з курсантів, Хуан Ескутіа, щоб не дозволити їм захопити мексиканський прапор, загорнувся у нього перед загибеллю. Цей героїчний вчинок відображений на фресках меморіалу, який був споруджений на місці битви. Вчинок шести курсантів-героїв залишився в історії Мексики як зразок героїзму та самопожертви, їхніми іменами названі численні вулиці, площі, школи Мексики. 14 вересня за підсумком війни Мексика була змушена віддати Сполученим Штатам Північну Каліфорнію та Нью-Мексико та визнати незалежність Техаса. 
За недовготривалий період французької інтервенції Мексики Максиміліан I  реконструював палац  Чапультепек та змінив міське планування. Перш за все, через центр міста був прокладений великий проспект, зараз відомий як Бульвар Реформи (ісп. Paseo de la Reforma), сформований за зразком Єлісеївських полів (ісп. Champs-Élysées) у Парижі. 
Під час 30-річного періоду диктатури Порфіріо Діаса, президент намагався перебудувати місто на порфірійсько-французький лад з елементами Римської колонізації, але мексиканська революція не дала можливості здійснитися планам до кінця. Багато проєктів залишилися завершеними наполовину. Одним з кращих проектів—статуя Янгола Незалежності в пам'ять про перемогу над іспанськими колонізаторами. Серед інших визначних пам'яток та будівель—палац образотворчого мистецтва  (ісп. Palacio de Bellas Artes) та ін.
Під час мексиканської революції столиця майже уникнула насильства в результаті десятирічного конфлікту. Найважливішим епізодом цього періоду для міста був лютий 1913 р. коли федеральні сили 10 днів протистояли повстанцям на чолі із Франсіско І. Мадеро. Під час перевороту артилерійським обстрілом було вбито багатьох цивільних громадян, що підірвало авторитетність Мадеро перед населенням. Генерал федеральної армії Вікторіано Хуерта, помітивши певну слабкість повстанців, висунув ультиматум уряду Мадеро з вимогою його піти у відставку. Пізніше його та Піно Суареса було вбито на шляху до в'язниці Лєкумеррі. У липні 1914 року Хуерта зупинив армії Панчо Вілья та Еміліано Сапати на в'їзді до Мехіко, але місто не зазнало насильства. Хуерта відмовився від столиці, а завойовницькі армії попрямували далі.

### Недавня історія

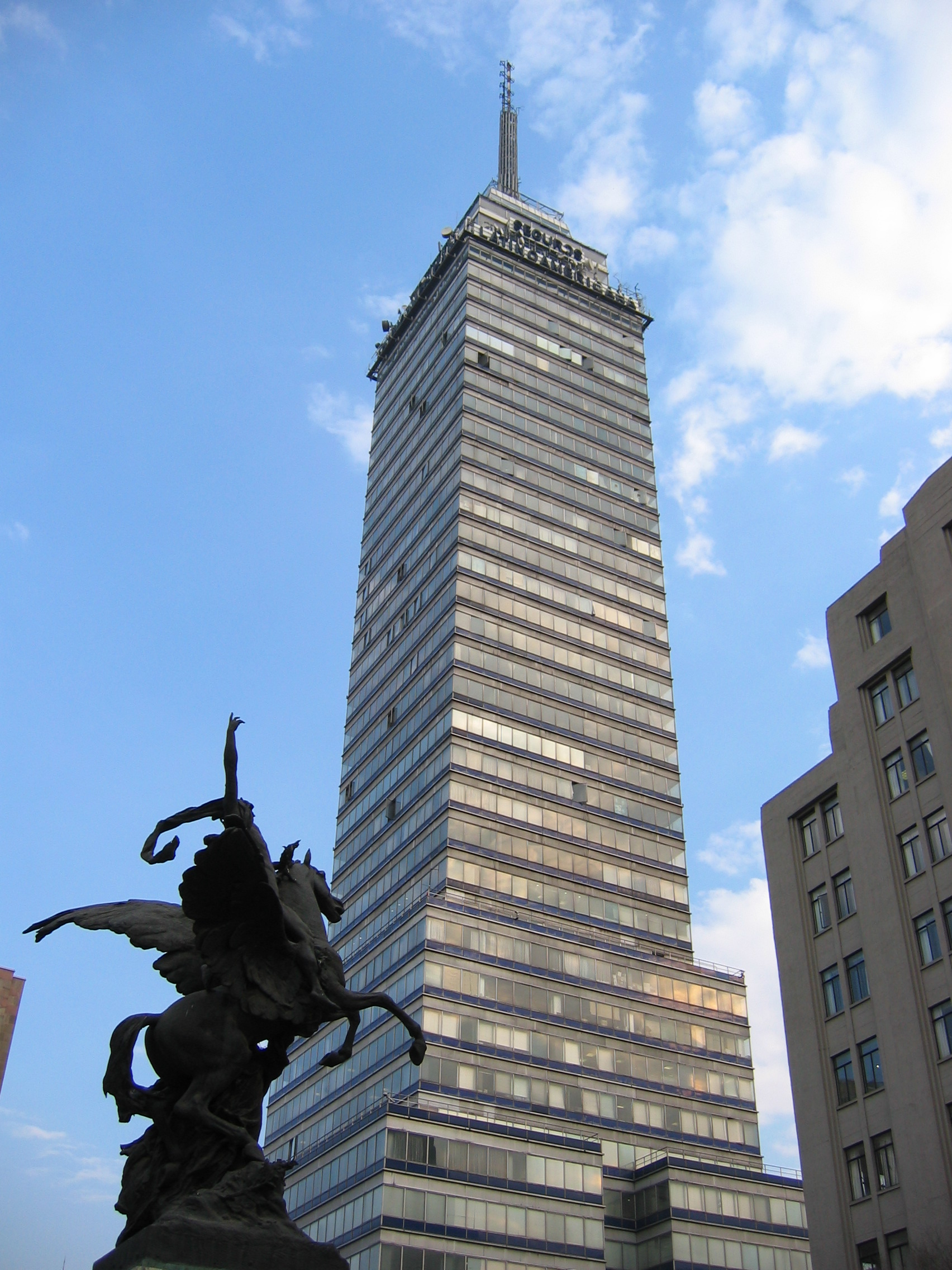
Torre Latinoamericana, перший мексиканський хмарочос

З 1960-х років почався сильний зріст населення. Між 1960 і 1980 роками населення міста збільшилося майже удвічі до майже 9 мільйонів. 
У 1968 р. в місті відбулися Олімпійські Ігри. Водночас цього року сутички студентів із поліцією привели до масової загибелі перших. У 1969 році в Мехіко було відкрито лінію метро. У 1970 році на стадіоні Ацтеко (ісп. Estadio Azteca) відбувся чемпіонат світу з футболу, вперше не території Північної Америки. 
19 вересня 1985 р., о 07:19, місто пережило землетрус силою 8,1 балів за шкалою Ріхтера, який призвів до смертей 5000—20000 людей і ще 50000—90000 містян залишилося без житла. Разом із багатьма урядовими будівлями було зруйновано сто тисяч житлових будинків. За іронією долі, багато історичних будівель витримали землетрус, у той час коли нові були зруйновані повністю. За три хвилини коливань місту були завдані збитки у понад 4 млдр. дол. США. 
В 1986 р. Мехіко вдруге прийняло фінальну частину Чемпіонату Світу FIFA.
Протягом 1990-х рр. Мехіко почало зростати як економічний і культурний центр, важливий не тільки в Латинській Америці, але у всьому світі. Будівництво нових хмарочосів (Вежа Майор і Мексиканського Світового Торгового Центру), як і великий приток іммігрантів створили умови для цього розвитку.

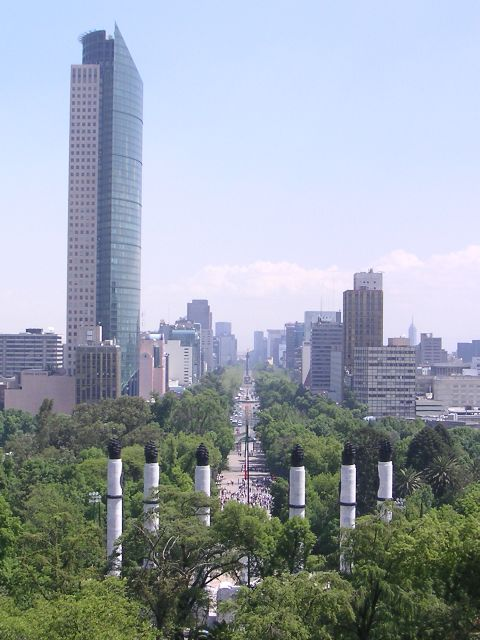
Бульвар Реформи та парк Чапультепек

До 1928 року в муніципалітетах Мехіко обиралися мери  (алькальди, пізніше відомі як муніципальні президенти), коли муніципалітет (офіційно відомий як муніципалітет Мехіко) був розформований, але його корпорація мерії (ісп. ayuntamiento) залишилася без змін. У 1987 та 1993 роках право вибору федеральним урядом Мексики передалося  мешканцям Федерального Округу. В 1997 р. мешканці вперше обирали голову уряду ФО (Jefe de Gobierno del D.F.). Раніше право на його призначення мав лише президент Мексики. Першим обраним головою від містян став Куаутемок Карденас (ісп. Cuauhtémoc Cárdenas).
Мехіко — це фінансовий центр Латинської Америки і фактично кожна іноземна та мексиканська корпорація має в ньому своє представництво. Це приносить округу 25 % ВВП всієї Мексики, що становлять 815 млрд.-1,1 трлн доларів США. Мехіко — це один з найголовніших культурних центрів у світі, де безліч музеїв та театрів.

## Клімат
| Клімат Мехіко (Такубая), 1981–2000 середні знач., рекорди 1921-2000                                                                | Клімат Мехіко (Такубая), 1981–2000 середні знач., рекорди 1921-2000 | Клімат Мехіко (Такубая), 1981–2000 середні знач., рекорди 1921-2000 | Клімат Мехіко (Такубая), 1981–2000 середні знач., рекорди 1921-2000 | Клімат Мехіко (Такубая), 1981–2000 середні знач., рекорди 1921-2000 | Клімат Мехіко (Такубая), 1981–2000 середні знач., рекорди 1921-2000 | Клімат Мехіко (Такубая), 1981–2000 середні знач., рекорди 1921-2000 | Клімат Мехіко (Такубая), 1981–2000 середні знач., рекорди 1921-2000 | Клімат Мехіко (Такубая), 1981–2000 середні знач., рекорди 1921-2000 | Клімат Мехіко (Такубая), 1981–2000 середні знач., рекорди 1921-2000 | Клімат Мехіко (Такубая), 1981–2000 середні знач., рекорди 1921-2000 | Клімат Мехіко (Такубая), 1981–2000 середні знач., рекорди 1921-2000 | Клімат Мехіко (Такубая), 1981–2000 середні знач., рекорди 1921-2000 | Клімат Мехіко (Такубая), 1981–2000 середні знач., рекорди 1921-2000 |
| Показник | Січ.                                                                | Лют.                                                                | Бер.                                                                | Квіт.                                                               | Трав.                                                               | Черв.                                                               | Лип.                                                                | Серп.                                                               | Вер.                                                                | Жовт.                                                               | Лист.                                                               | Груд.                                                               | Рік                                                                 |
| Абсолютний максимум, °C | 28,2                                                                | 29,3                                                                | 33,3                                                                | 33,4                                                                | 33,9                                                                | 33,5                                                                | 30,0                                                                | 28,4                                                                | 28,5                                                                | 28,9                                                                | 29,3                                                                | 28,0                                                                | 33,9                                                                |
| Середній максимум, °C | 21,7                                                                | 23,4                                                                | 25,7                                                                | 26,8                                                                | 26,8                                                                | 25,3                                                                | 23,8                                                                | 23,9                                                                | 23,3                                                                | 22,9                                                                | 22,9                                                                | 21,9                                                                | 24,0                                                                |
| Середня температура, °C | 14,6                                                                | 15,9                                                                | 18,1                                                                | 19,6                                                                | 20,0                                                                | 19,4                                                                | 18,2                                                                | 18,3                                                                | 18,0                                                                | 17,1                                                                | 16,3                                                                | 15,0                                                                | 17,5                                                                |
| Середній мінімум, °C | 7,4                                                                 | 8,5                                                                 | 10,4                                                                | 12,3                                                                | 13,2                                                                | 13,5                                                                | 12,5                                                                | 12,7                                                                | 12,7                                                                | 11,2                                                                | 9,7                                                                 | 8,1                                                                 | 11,0                                                                |
| Абсолютний мінімум, °C | −4,1                                                                | −4,4                                                                | −4                                                                  | −0,6                                                                | 3,7                                                                 | 4,5                                                                 | 5,3                                                                 | 6                                                                   | 1,6                                                                 | 0                                                                   | −3                                                                  | −3                                                                  | −4,4                                                                |
| Середня кількість сонячних годин на місяць                                                                                         | 240                                                                 | 234                                                                 | 268                                                                 | 232                                                                 | 225                                                                 | 183                                                                 | 176                                                                 | 176                                                                 | 157                                                                 | 194                                                                 | 232                                                                 | 236                                                                 | 2555                                                                |
| Норма опадів, мм | 7.6                                                                 | 7.0                                                                 | 8.9                                                                 | 22.5                                                                | 66.5                                                                | 140.0                                                               | 189.5                                                               | 171.2                                                               | 139.8                                                               | 72.4                                                                | 12.6                                                                | 8.2                                                                 | 846.1                                                               |
| Днів з опадами | 2,2                                                                 | 2,5                                                                 | 4,1                                                                 | 6,8                                                                 | 12,9                                                                | 18,7                                                                | 23,2                                                                | 20,9                                                                | 18,2                                                                | 9,6                                                                 | 3,8                                                                 | 2,0                                                                 | 124,8                                                               |
| Вологість повітря, % | 51                                                                  | 47                                                                  | 41                                                                  | 43                                                                  | 51                                                                  | 63                                                                  | 69                                                                  | 69                                                                  | 70                                                                  | 64                                                                  | 57                                                                  | 54                                                                  | 56                                                                  |
| --- | ------------------------------------------------------------------- | ------------------------------------------------------------------- | ------------------------------------------------------------------- | ------------------------------------------------------------------- | ------------------------------------------------------------------- | ------------------------------------------------------------------- | ------------------------------------------------------------------- | ------------------------------------------------------------------- | ------------------------------------------------------------------- | ------------------------------------------------------------------- | ------------------------------------------------------------------- | ------------------------------------------------------------------- | ------------------------------------------------------------------- |
| Джерело: Colegio de Postgraduados (extremes) Servicio Meteorológico Nacional (normals, precipitation and sunshine hours 1981—2000) |                                                                     |                                                                     |                                                                     |                                                                     |                                                                     |                                                                     |                                                                     |                                                                     |                                                                     |                                                                     |                                                                     |                                                                     |                                                                     |

## Демографія
За муніципальним переписом, проведеним у 2005 році, у столичному федеральному окрузі Мехіко проживало 19 331 365 чоловік, це майже 20 відсотків загальної чисельності населення всієї Мексики. Згідно із прогнозами Національної ради з народонаселення (КОНАПО), у самому місті Мехіко мешкатиме 8 193 899 жителів у місті, а решта населення проживатиме в столичному окрузі.

### Етнічний склад
Більшість мешканців міста є метиси (люди змішаного європейського походження і корінного населення). Хоча у відносній чисельності щодо метисів, корінне населення Мексики становить лише один відсоток мешканців столиці, а в усьому федеральному окрузі індіанські народності Мексики представлені ширше. Більш ніж 360 тис. мексиканських індіанців, майже всіх етнічних груп країни проживають в столичному федеральному окрузі. Найбільша за чисельністю етнічна група, що проживає у Мехіко — народність науа. Інші представники корінних народів, що проживають у федеральному окрузі не є рідними для регіону, а є вихідцями з інших територій. Тому вважається, що в місті ще мешкають — міштеки, отомо, сапотеки і масахуа, тахулькас, пурепеча, майя та інші малочисельні групи.
Доволі часто покоління індіанців, які народилися в Мехіко, асимілюються в космополітичну культуру мегаполісу, вважаючи її домінуючою, хоча з початку XXI століття спостерігаються протестні вияви серед представників корінних культур, які мешкають в місті. Більшість індіанців, що проживають в Мехіко, відмовилися від використання своєї мови, визнавши загальнодержавну іспанську, але ще залишаються певні острівці спілкування на корінних наріччях, здебільшого у побуті.
До Мексики в пошуках кращої долі постійно прибувають іммігранти, здебільшого з бідніших країн Латинської Америки. Федеральний округ також є домом для більшості іноземців, які проживають у Мексиці. Чисельні громади іспанців, американців, аргентинців, колумбійців, французів, німців та ліванців складають решту населення столиці, правда, формують лише невеликий відсоток загальної кількості населення.

### Мови міста
Як і в усій Мексиці, домінуючою мовою у федеральному окрузі є іспанська, нею говорить переважна більшість жителів столиці. Крім того, у бізнесовому середовищі (у великому бізнесі) досить часто вживається англійська мова (хоча говорити нею, особливо в побуті, не прийнято).
Але внаслідок проживання на території міста ще й інших, нечисленних, етнічних груп, на вулицях можна почути практично всі інші мови корінних жителів Мексики, більшість з них — це нахуатль, отомо, міштек, сапотек і масахуа (Нахуатль — 37 450; Отомо -17 083; Міштеки -16 268; Сапотек -14 117; Масахуа -9 631).

### Релігія в місті

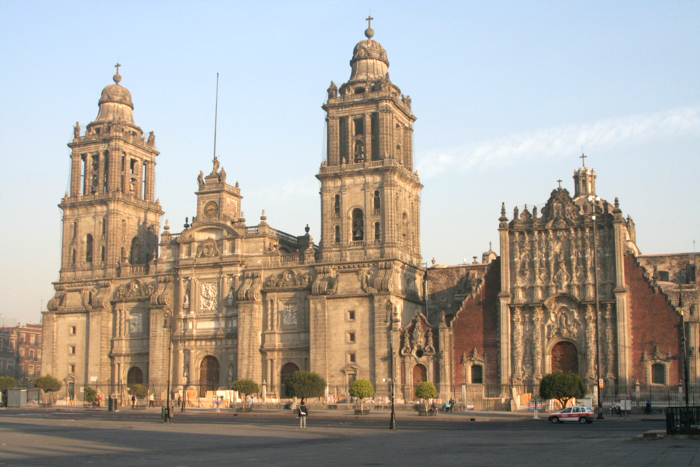
Кафедральний собор Мехіко на центральній площі

Більшість мешканців Мехіко вважають себе послідовниками католицизму, але не регулярно відвідують церкву. Число католиків у федеральному окрузі значно скоротилося, якщо порівнювати з минулими століттями (при домінуванні католицизму). Так, ще в 1960-ті роки це було більш ніж 90 % населення федеральної провінції, а на початку XXI століття, цей показник становить лише 80 %.
Намітилася тенденція до збільшення кількості жителів, які не сповідують ніякої релігії або відносяться до юдейського віровчення, або ж є християнами Євангелістами різних гілок. З них найбільше Свідків Єгови. Також широко представлені П'ятидесятники, особливо в районах на Сході федеральної провінції — район Тлахуа-е-Ізтапалата (Tla'huac E Iztapalapa). Паралельно з домінуючою католицькою Церквою в місті поширені ортодоксальні відгалуження католицизму з різними культами, вони процвітають у Мехіко, поєднуючи народні традиції та вірування, але не визнаються Католицькою Церквою. Серед них є культ Санта Муерте (Santa Muert), яка має свої центри у районах Тепіто і Ла-Мерсед. В місті наявні послідовники Сантерія (Santeria) — афро-карибського християнського культу, і шаманізм, який сповідують в основному вихідці з штатів Оахака і Веракрус. Крім того, місто має найбільшу єврейську громаду в країні та дуже невелику мусульманську громаду.

### Проблеми урбанізації та перенаселення

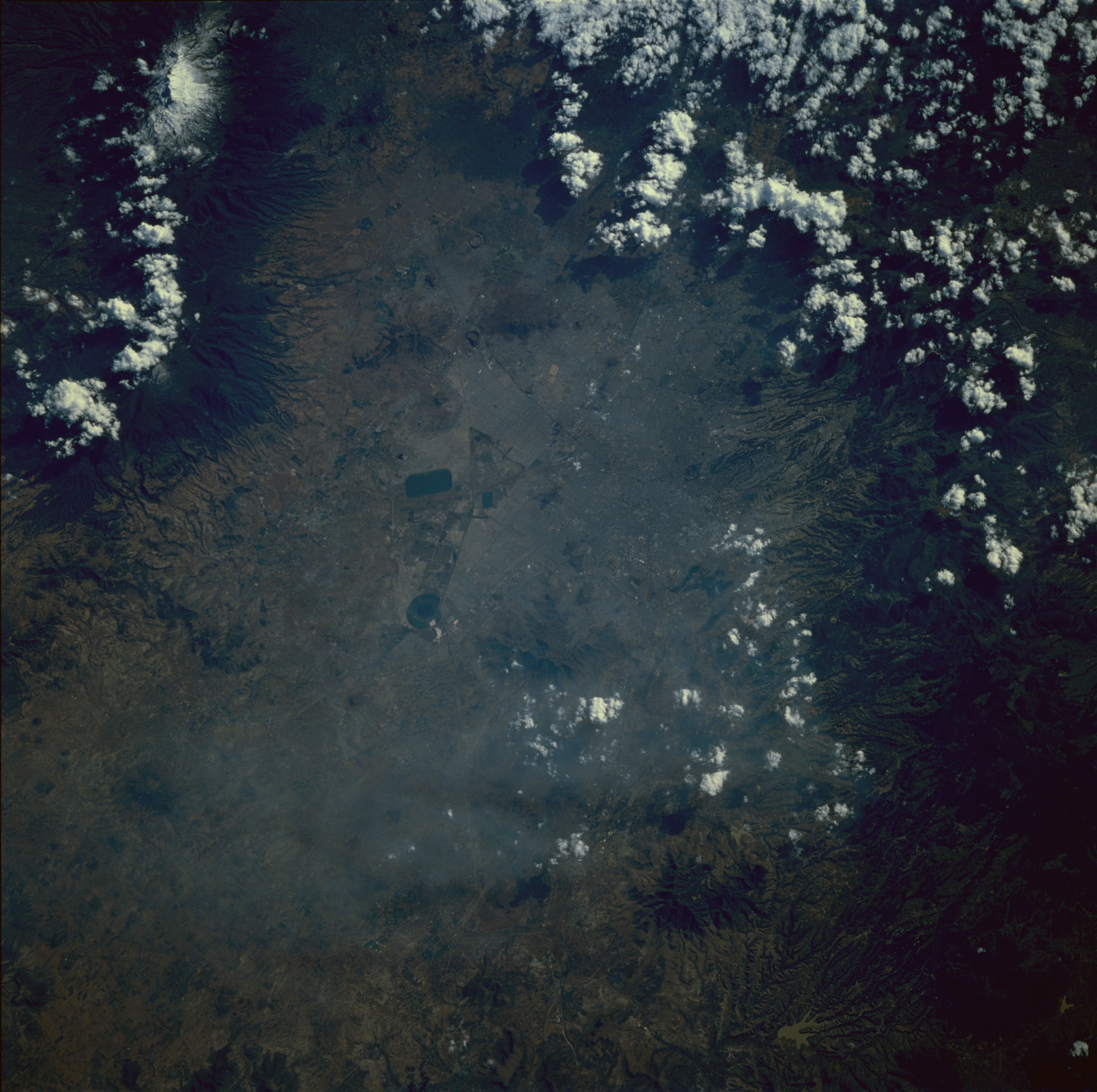
Хмара смогу над містом. Супутниковий знімок 1985 року

Нинішня територія федерального округу історично була одним з найнаселеніших районів Мексики. На початок ери Незалежності місто почало «розповзатися» і обмежилося районом Куаутемос. На початку ХХ століття, за часів Порфіріо Діаса, заможні мешканці Мехіко почали переселятися на південь і захід міста. Незабаром такі приміські містечка, як Міхкоак або Сан-Анхель були перетворені в місця відпочинку або місця мешкання вищого класу мексиканського суспільства. Згодом тенденція переносу своїх резиденцій в західну частину міста була закріплена наступними поколіннями верхніх прошарків мексиканців.
А землі, відвойовані в озера у зв'язку з висиханням його басейну, були використані для побудови нових житлових районів для представників середнього і нижчого класів, які згодом називали колоніями. Першою була колонія Лікарів (Doctores), заснована століття тому, іншою була вже колонія Архітекторів (Arquitectos). Слідом були відкриті колонії Для іммігрантів та нижчого класу — Обрера і Морелос, а райони-колонії Рома і Хуарес Порфіріо займала буржуазія.
У 1950 році в межах міста Мехіко розпочалася велика повінь, яка понищила велику кількість житла. Але вже протягом наступного десятиліття, населення Мехіко подвоїлося. А з інтервалом трохи більше як двадцять років воно продовжує подвоюватися. Це зростання обумовлене високою концентрацією промислових об'єктів та економічної діяльності в долині Мехіко. Економічна концентрація в Мехіко заохочувала імміграцію людського ресурсу з інших округів республіки, особливо бідніших — Пуебла, Ідальго, Оахака та Мічоакан. Саме з 1985 року більша частина цього населення почала обживати південні околиці Мехіко.
Із середини 20-го століття, внаслідок швидкої урбанізації, забруднення повітря у Мехіко стає серйозною проблемою для громадян, екологів та експертів в області охорони здоров'я. У 1992 році місто було визнане одним з найзабрудненіших міст світу.
Неца-Чалко-Ітца — район нетрів у Мехіко, у якому мешкають 4 млн чол.

## Інфраструктура міста

### Музеї Мехіко
За підрахунками столиця має понад 100 музеїв та 10 археологічних парків, зокрема:
- Національний історичний музей, (висвітлює період історії від іспанського захоплення до сьогодення)
- Національний музей антропології
- Національний музей мистецтва
- Науково-природничий музей
- Музей сучасного мистецтва «Поліфорум»
- Національний музей пластичних мистецтв
- Музей Дієго Рівера
- Анагуакаллі музей
- Археологчний музей Мехіко (Archaeological museums in Mexico‎)
- Каплиця дель Арте (Пуебла)(Capilla del Arte (Puebla)‎)
- Монастир Сан Августин, Керетаро (Ex monastery of San Agustin, Queretaro)
- Музей релігійного мистецтва Санта Моніка(Museo de Arte Religioso de Santa Mónica‎)
- Національний музей Сан Карлос(Museo Nacional de San Carlos‎)
- Музей Ампаро (Amparo Museum)
- Музей Куікуілько (Cuicuilco Museum‎)
- Форт Сан Мігель (Кампече) (Fort San Miguel, Campeche)
- Колеж Сан Ільдефонсо (San Ildefonso College)
- Музей Великого храму
- Музей Фріди Кало (Museo Frida Kahlo)
- Музей Сумайя

### Освіта
Місто Мехіко, як і його столичний Федеральний округ мають найвищий ступінь грамотності. Майже всі з восьми мільйонів чоловік у федеральному окрузі ходили в школу або мають початкову освіту, тому 94,83 % населення — письменні, тоді як загалом по країні, цей середній показник становить 90,69 %. Що стосується шкільної освіти, вона триває близько одинадцяти років. В Мехіко сконцентрована висока частка людей, які закінчили коледж або мають підготовчий ступінь навчання. Мехіко також є визначальним центром вищої освіти для всієї Латинської Америки.
- Національний автономний університет Мексики (Universidad Nacional Autónoma de México), визнаний одним з найкращих університетів в іспаномовній Америці та вважається першим на національному рівні. Заснований в 1553 році, що робить його одним з найстаріших в Америці. Університет є лідером в галузі: мистецтва, наукових досліджень, науки, медицини, гуманітарних і соціальних наук. Головний корпус, «Міський Університет» (Ciudad Universitaria), був оголошений культурною спадщиною людства за списком ЮНЕСКО.
- Національний політехнічний інститут (Instituto Politécnico Nacional), лідер в галузі інженерії, заснований в 1936 році президентом Ласаро Карденаса, підтримує реноме високих академічних стандартів, є одним з найпрестижніших навчальних закладів Латинської Америки, мають ще й важливе значення для самої Мексики, у ньому навчаються більше триста тисяч студентів в 232 спеціалізаціях, які викладаються в 55 кампусах, є лідером і авангардом в галузі підготовки технічних фахівців і професіоналів у галузі управління, науки, техніки і нових технологій.
- Автономний університет метрополії (Universidad Autónoma Metropolitana), вищий навчальний заклад, заснований в 1974 році.
- Автономний університет Мехіко-Сіті (Universidad Autónoma de la Ciudad de México), державний вищий навчальний заклад засновано в 2001 році.
- Школа банківської справи і комерції (Escuela Bancaria y Comercial), вищий навчальний заклад, утворений 10 березня в 1929 році за ініціативою тодішнього голови ради Банку де Мексико, Мануеля Гомес Морін. Це була школа банківської справи під егідою національного «Банко де Мехіко».
- Школа Нормал Суперіор де Мексико (Escuela Normal Superior de México), державний вищий навчальний заклад, заснований в 1881 році — працює в сфері підготовки та ліцензування вчителів середніх спеціалізованих закладів.
- Заслужена Національна Школа вчителів (Benemérita Escuela Nacional de Maestros), готують вчителів для початкової освіти.
- Школа закону та права (Escuela Libre de Derecho), приватний навчальний заклад для навчання праву і є другим найстарішим закладом в галузі права, після юридичного факультету в Національниому автономному університеті Мексики.
- (Instituto Tecnológico y de Estudios Superiores de Monterrey, Campus Ciudad de México), вищий навчальний заклад заснований в 1973 році.
- Автономний інститут Технологій Мексики (Instituto Tecnológico Autónomo de México), вищий навчальний заклад засновано в 1946 році, спеціалізується в області економіки.
- Університет Анагуак (Universidad Anáhuac), вищий навчальний заклад засновано в 1964 році.
- Університет дель Валье-де-Мехіко (Universidad del Valle de México), вищий навчальний заклад засновано в 1960 році.
- Іберо-американський університет Мехіко Сіті (Universidad Iberoamericana (Ciudad de México)), вищий навчальний заклад засновано в 1943 році.
- Університет Ла Салле (Universidad La Salle), вищий навчальний заклад засновано в 1962 році.
- Університет монастиря Сера Хуана (Universidad del Claustro de Sor Juana), вищий навчальний заклад засновано в 1979 році, спеціалізується в галузі гуманітарних наук.
- Технологічний університет Мексики (Universidad Tecnológica de México), вищий навчальний заклад засновано в 1966 році, спеціалізується в області стоматології.
- Національний педагогічний університет (Universidad Pedagógica Nacional), вищий навчальний заклад засновано в 1978 році, з метою підвищення рівня, і здобуття вчителями ступеня бакалавра.

### Парки
В місті Мехико багато парків і лісів, деякі з них є охоронними природними заповідниками, деякі з найбільших й основних парків та лісів, розташовані у межах міста:
- Лісовий масив де Тлалпан. (El Bosque de Tlalpan).
- Лісовий масив і зоопарк Чапультепек (це є найбільшим в Латинській Америці). (El Bosque y Zoolo'gico de Chapultepec).
- Лісовий масив -де-Арагон. (El Bosque de Arago'n).
- Лісовий масив Койотів. (El Bosque de Coyotes).
- Парк Гундідо. (El Parque Hundido) .
- Парк Хошімілко. (Parque Xochimilco) .
- Серра-де-ла-Естрелья. (El Cerro de la Estrella).
- Національний парк Десіерто-де-лос-Леонес. (El Parque Nacional Desierto de los Leones).
- Кумбрес дел Ахуско. (Cumbres del Ajusco).
- Національний парк гори Гуадалупе. (El Parque Natural Sierra de Guadalupe).
- Парк Тезозомос. (El Parque Tezozo'moc).
- Лісовий масив лос Дінамо. (Bosque los Di'namo).

Крім того, у мегаполісі є багато ще менших та затишних зелених оаз — парків, площ і садів що розкидані по всьому місту, з надзвичайною красою та оригінальністю кожного з них.

### Дороги
Столичний федеральний округ Мехіко, пов'язаний з іншою частиною країни за допомогою кількох доріг у міста: Керетаро (211 км), Толука-де-Лердо (65 км), Куернавака (85 км), Пуебла (127 км), Тескоко-де-Мора (15 км), Тулансінґо (100 км) і Пачука-де-Сото (91 км). Ці дороги експлуатуються шляхом надання концесій приватним компаніям (своєрідний варіант приватизації). Існують також федеральні дороги на яких наявний безоплатний рух автотранспорту, хоча вони нижчої якості, ніж приватні автошляхи, які зв'язують столицю з попередніми містами.
Внутрішні муніципальні дороги утворюють розгалужену сітку в межах міста Мехіко, до них доповненням є дві кільцеві дороги, відомі як Радіальне внутрішнє кільце і Периферійне кільце. Обидва вони розглядаються разом з дорогою на Тлалпан та дорогами Ігнасіо Сарагоса, Ріо Сан Хоакін набережною та ще шістьма дорогами — ключові автомагістралі у столиці Мексики. Крім того, існують ще великі автомагістралі — Пасео-де-ла-Реформа, Едже Централь Ласаро Карденаса і Інсургентес Авеню, дві останні перетинають місто з півночі на південь. У 2006 році були завершені роботи з побудови підвищених шосе («автомагістралей на 2-му поверсі») на захід від кільцевої дороги, щоб розвантажити автомобільний рух в цьому районі.

### Водопостачання
Столичний федеральний округ одержує 71 % води для споживання людиною з місцевих колодязів, це вода з водоносних горизонтів, особливо велика її кількість в східній частині міста. 26,5 % води що споживається в столиці імпортується сюди з басейнів річок Лерма і Куцамала штату Мехіко, а решту (найменша частка) води надходить з поверхневих стоків вмісті, особливо завдяки річці Магдалена. Місто споживає 36000 літрів води в секунду. Велика частина води, що використовується для споживання людиною у мексиканській столиці має значний рівень забруднення, і лише одна двадцята (з цього об'єму) має відмінну якість.
Одна з визначальних проблем з водопостачанням у Мехіко — надмірна експлуатація його водоносних горизонтів, шляхом використання більше тисячі свердловин. Сама мережа водопостачання застаріла і потребує постійного ремонту через витоки, які таким чином генерують досить значні втрати водних ресурсів столиці країни. Розподіл води вкрай нерівномірний, оскільки східна частина Мехіко — найгустозаселеніший район, отримує менше води та ще й низької якості, ніж на західна частина міста. Стічні води проходять деаерацію, потім потрапляють до міського трубопроводу, а згодом в річку Тулі, а потім виходять на річку Монтесума, яка далі тече до Мексиканської затоки. Але слід констатувати, що трохи більше 50 % стічних вод очищається та після обробки скидаються до дренажної системи.

## Персоналії
- Хорхе Ріверо (15.06.1938) — мексиканський актор.
- Енріке Агілар (11.01.1935 - 31.01.1971) — мексиканський актор.

## Міста-побратими
| - Лос-Анджелес, США (1969, 11 грудня) - Наґоя, Японія (1978, 15 січня) - Сан-Сальвадор, Сальвадор (1979, 14 вересня) - Мадрид, Іспанія (1983, 17 листопада) - Куско, Перу (1987, 7 липня) - Берлін, Німеччина (1993, 1 вересня) - Сеул, Південна Корея (1993, 30 серпня) - Гвадалахара, Мексика (1996) | - Гавана, Куба (1997, 25 вересня) - Гватемала, Гватемала (1998) - Монтеррей, Мексика (2003) - Буенос-Айрес, Аргентина (2006) - Мальме, Швеція (2007, 1 жовтня) - Долорес-Ідальго, Мексика (2008, 1 вересня) - Кадіс, Іспанія (2009) - Росаріо, Аргентина (2010) |